# Plaza del Trigo (Aranda de Duero)
La plaza del Trigo, o Comandante Requejo es una emblemática plaza porticada ubicada en el centro histórico de la ciudad española de Aranda de Duero, en la provincia de Burgos.
Integra algunos de los edificios más representativos de Aranda, así como históricas bodegas de vinos de Ribera del Duero. Debe su nombre a su utilización para la venta de pan, harinas y todo tipo de derivados de cereales desde el siglo xv. Posteriormente recibió el nombre de Comandante Requejo en honor del militar Maximino Requejo, y en 1990 se adoptó el nombre de plaza del Trigo-Comandante Requejo como oficial para la nomenclatura arandina.
Desde 2007 alberga además actuaciones en el marco del festival Sonorama Ribera, lo que ha situado a la plaza del Trigo como uno de los principales escenarios de la escena indie a nivel nacional.

## Características
La plaza del Trigo se encuentra en pleno centro histórico de Aranda, a unos 200 m del Puente de Aranda sobre el Duero. Tiene una forma alargada e irregular que la diferencia de las típicas plazas de arquitectura castellana. Está rodeada de edificios porticados que albergan comercios tradicionales y desemboca en la calle Isilla. 
Además de las bodegas subterráneas que se encuentran en su entorno, la plaza alberga algunos edificios singulares como dos casas natales: la de Maximino Requejo (1857), militar arandino que fue considerado héroe de la Guerra de Cuba; y la de Diego Arias de Miranda (1845), un político que llegó a ser alcalde de Aranda y dos veces ministro durante el reinado de Alfonso XIII.
Uno de los edificios más importantes de la plaza fue reproducido a escala real para la Exposición Universal de 1929 en Barcelona para representar la arquitectura tradicional castellana. Esta reproducción se encuentra en la exposición permanente del Pueblo Español de Barcelona.

## Historia
Hasta el siglo XIV, parte de lo que hoy es el centro histórico de Aranda quedaba fuera de la muralla, siendo lo que hoy es la plaza una zona de dehesa. El crecimiento de la ciudad provocó que en 1432 el ayuntamiento decidiera urbanizar esta zona, buscando mayor amplitud para las ferias y mercados. Precisamente en la plaza del trigo (o plaza del pan) fue donde se situó la venta de  pan, harinas y todo tipo de derivados de cereales, especialmente el trigo de Castilla.
Pascual Madoz, en su Diccionario geográfico-estadístico-histórico de España y sus posesiones de Ultramar describe en 1847 la plaza del Trigo como «de poca extensión y de fea forma, aunque adornada igualmente con soportales, la cual está destinada para la venta de toda clase de granos».
Pío Baroja relató que su antepasado, el político y aventurero Eugenio de Aviraneta, residió en la plaza del Trigo durante su estancia en Aranda, como relata en su novela Memorias de un hombre de acción. Aviraneta fue alcalde de la ciudad durante el Trienio Liberal y ostenta una calle en el callejero arandino.
En 1929 el ayuntamiento decidió renombrar la plaza como «Plaza Comandante Requejo» en honor al héroe local Maximino Requejo Lobo, nacido en esta plaza y con una destacada participación en la batalla de Mal Tiempo de 1895 durante la Guerra de Independencia cubana. Finalmente, en 1990 el consistorio restableció el antiguo nombre de «Plaza del Trigo» compartido con el del militar. Así, desde ese año, la plaza se llama oficialmente «Plaza del Trigo-Comandante Requejo», aunque popularmente perdura su denominación más antigua.

## Escenario del Sonorama Ribera

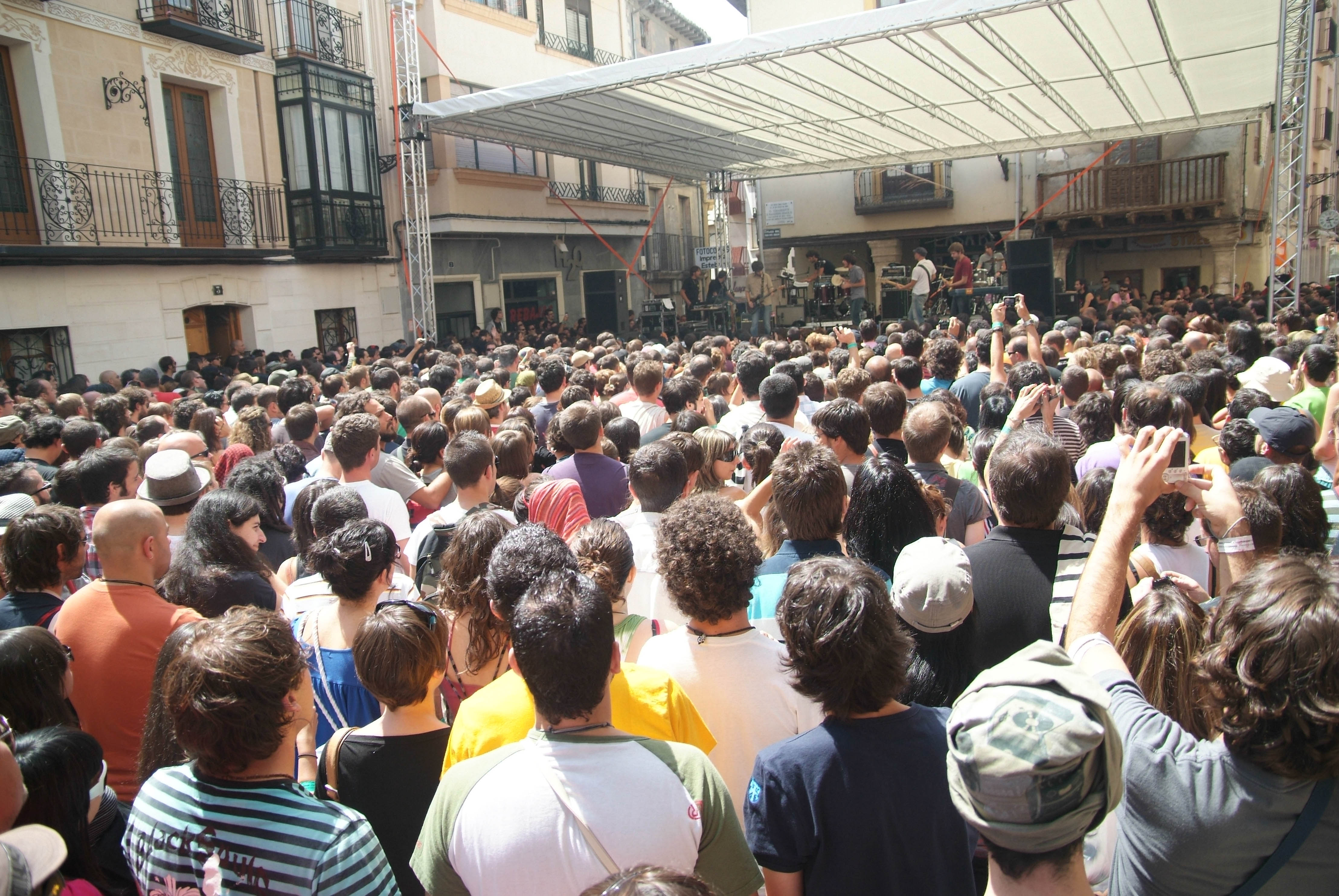
Actuación de Vetusta Morla en la plaza del Trigo en 2008.

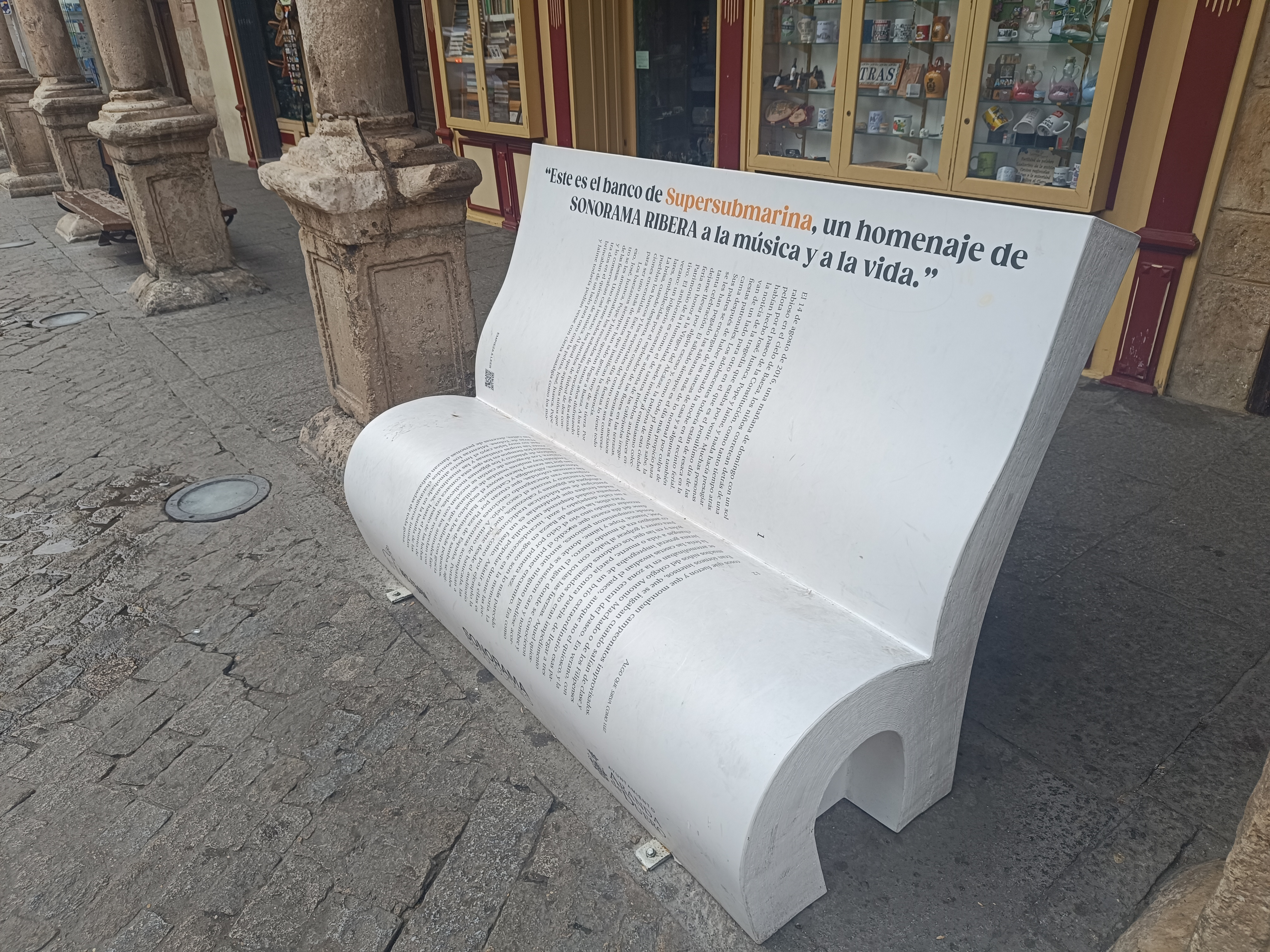
Libro-banco colocado en honor al grupo Supersubmarina en diciembre de 2024.

En 2007 el festival Sonorama Ribera amplió su zona de actuaciones fuera del recinto principal y comenzaron los conciertos en el centro histórico de la ciudad por la mañana; desde entonces el escenario de la Plaza del Trigo se ha convertido en uno de los escenarios emblemáticos del festival. Los conciertos son gratuitos en el centro de la ciudad, lo que le otorga un carácter más popular. De hecho, se ha convertido en testigo de la irrupción de grupos como Supersubmarina, Vetusta Morla, Sidonie, Izal, Shinova, Viva Suecia y Arde Bogotá, y la confirmación de artistas consagrados como Amaral.
Uno de los momentos más emotivos de estas actuaciones se produjo durante el Sonorama 2024, cuando se homenajeó en la plaza a los miembros del grupo Supersubmarina, que había sido una banda asidua al festival y que sufrió un grave accidente de tráfico en 2016 que ocasionó importantes lesiones a los miembros del grupo. En el marco del acto, se presentó un banco homenaje al grupo, que más tarde fue instalado en la plaza.